# 9K115-2 Metys-M
9K115-2 Metys-M (kod NATO: AT-13 Saxhorn-2) – rosyjski system przeciwpancerny składający się z przeciwpancernego pocisku kierowanego 9M131 Metys i wyrzutni 9P151.
System 9K115-2 Metys-M zaprezentowano w 1992 roku. Jest on rozwinięciem systemu 9K115 Metys i charakteryzuje się większą głowicą oraz zwiększonym zasięgiem.